# 捷古利傑特區

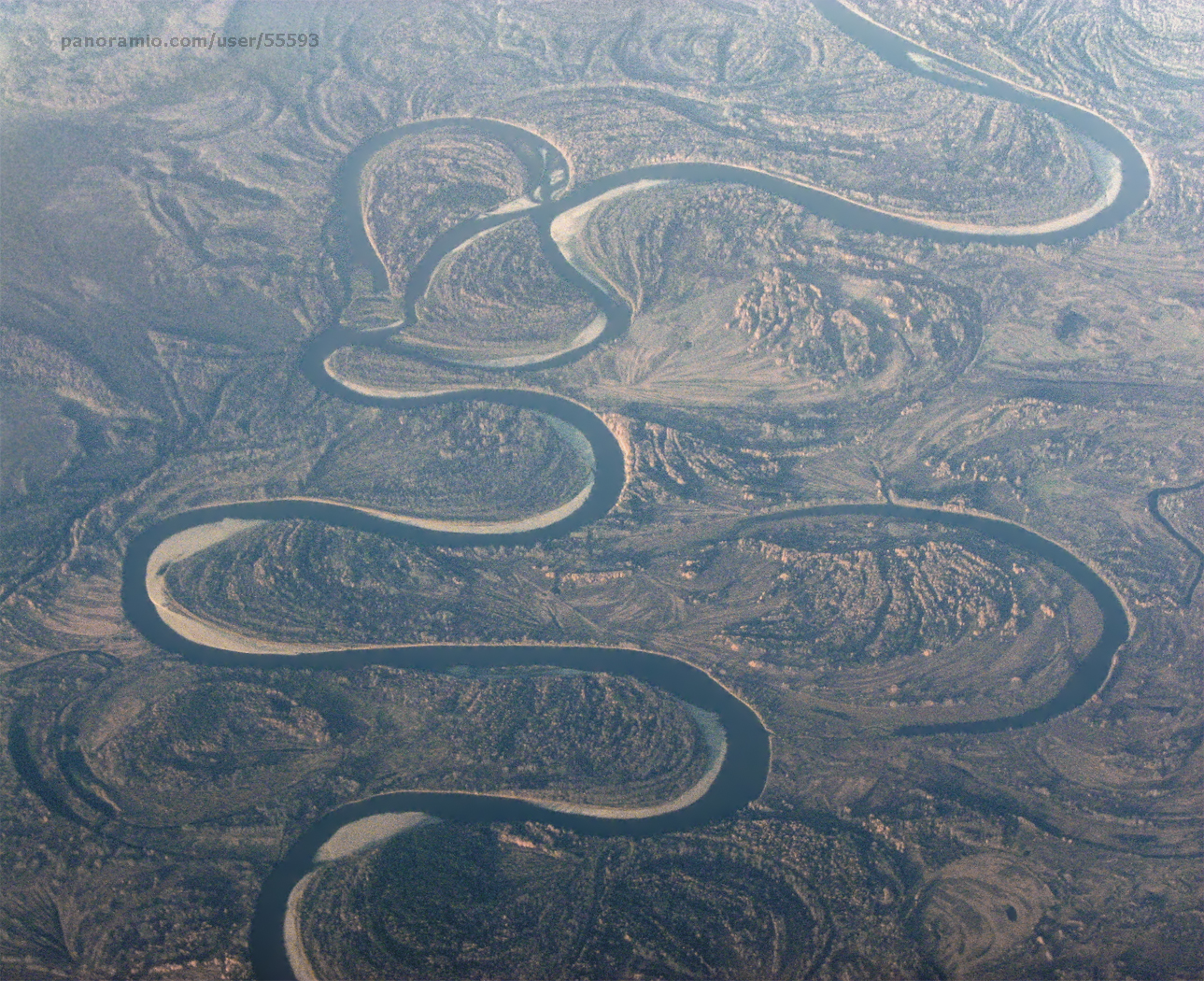

57°18′N 88°10′E / 57.300°N 88.167°E
捷古利傑特區（俄语：Тегульдетский район），是俄羅斯的一個區，位於該國中南部，由托木斯克州負責管轄，面積12,300平方公里，2010年人口6,937，人口密度每平方公里0.56人。